# خانم موسی‌اوا
خانم موسی‌اوا (ترکی آذربایجانی: Xanım Hüseynova; ۱ مارس ۱۹۹۳ –) جودوکار پارالمپیک اهل جمهوری آذربایجان است.

## زندگی
خانم موسی‌اوا ۱ ماه مارس سال ۱۹۹۳ در شهر سومقاییت جمهوری آذربایجان به دنیا آمد. مادرش، «ظلفیه کریموا»، دانشیار دانشگاه تربیت مدرس جمهوری آذربایجان و خواهرش، دورصدف کریموا، نیز همچون خود او جودوکار پارالمپیک هستند.

## ورزش
خانم موسی‌اوا در وزن ۶۳ کیلوگرم بخش زنان در بازی‌های پارالمپیک تابستانی ۲۰۲۰ برنده مدال طلا شد.

## جوایز
الهام علی‌اف، رئیس‌جمهور آذربایجان طی حکمی به تاریخ ۶ سپتامبر سال ۲۰۲۱، به خانم موسی‌اوا در ازای دست‌آوردهای برجسته اش در بازی‌های پارالمپیک تابستانی ۲۰۲۰ و سهمش در پیشرفت ورزش آذربایجان نشان برای خدمت به میهن درجه یک اعطا کرد.